# Кеърфрий
Кеърфрий (на английски: Carefree) е град в окръг Марикопа, щата Аризона, САЩ. Кеърфрий е с население от 3875 жители (2007) и обща площ от 22,9 km². Намира се на 726 m надморска височина. ZIP кодът му е 85377, а телефонният му код е 480.